# 薯童謠 (電視劇)
《薯童謠》（：／），是韓國SBS自2005年9月5日起播出的月火劇，亦為SBS創社15週年大河劇，以朝鮮半島三國時代的歷史人物百濟武王及新羅善花公主的故事為骨幹。
這套劇在2006年曾在華娛衛視播放。香港的無綫收費電視及有線電視娛樂台也購買了本劇的香港播映權，也正在播放中。2006年8月，緯來電視購買本劇的台灣播映權，安排在緯來戲劇台晚間黃金時段播映本劇。緯來綜合台播映本劇時，改名《百濟王子 薯童》。

## 劇情簡介
於劇中，武王為百濟第二十七代王威德王的第四個兒子，是威德王和舞扇宮女燕嘉謀所生。因為百濟宮廷鬥爭，燕嘉謀獨自一人扶養武王長大，取一字「璋」為名。因以賣白薯為業，故名薯童。後命薯童隨著百濟太學舍的木羅須博士學習研製器物。
後來一行人為躲避百濟王位繼承所發生的鬥爭，避難逃往新羅。在新羅時因有供應新羅王宮物品的機會，薯童得以進入新羅宮中，此時邂逅了善花公主。後因善花公主無意洩露了薯童等人的百濟人身份，致使太學舍技術工因而喪生。木羅須博士等人因而問罪於薯童，十年不讓其與之生活。
後薯童與善花公主重逢，愛意漸生。而薯童亦逐漸被木羅須博士等人所接納，專心研製器物，有多項重大的成就。後與善花公主私奔遭發現，薯童逃回百濟。在百濟時因才能逐漸受到百濟阿佐太子的賞識，薯童成為阿佐太子倚賴的智囊。而後善花公主因縱放百濟逃犯，被群臣上訴以通敵罪名，而遭流放。善花公主逃至百濟，隱瞞身份，成為隋朝商人，幫助薯童。
後來得知薯童就是威德王的四子，善花公主便竭力幫助薯童恢復身份。在阿佐太子遭暗殺後，威德王秘密冊封薯童為無疆太子。但威德王後遭夫餘宣的手下黑齒平殺害，威德王的弟弟夫餘桂即位，是為惠王。於是薯童秘密地隱瞞自己的身份，侍奉惠王的女兒優永公主，並暗地籌謀復位大事。
一年後惠王逝世，夫餘宣即位，是為法王。薯童經由多人輔助，漸得民心。法王施政手段殘暴，民心漸轉向。後來薯童得到百濟多數民眾支持，多數百濟官廳皆歸順，進軍首都泗沘城，推翻法王即位，是為武王。
武王向新羅真平王請婚，希望與善花公主成親，使百濟和新羅結為婚姻同盟。真平王許之，武王與善花公主成親。後十多年武王長期與新羅征戰，善花公主積鬱成疾，後終病逝。武王勵精圖治，將百濟重新建設成一個和武寧王及聖王時期一般強大安定的強國。

## 出演陣容

### 主要人物
- 趙顯宰：薯童 / 百濟武王 （幼年：金錫）（粵語配音：黃啟昌）
- 李寶英：善花公主（幼年：Sulli）（粵語配音：曾秀清）
- 柳鎮：沙宅己樓/ 金道含（粵語配音：陳廷軒（幼年：梁偉德））
- 金英浩：扶餘宣 / 百济法王（粵語配音：黃榮璋）
- 李昌勳：木羅須
- 鄭善敬：麻奈毛津（粵語配音：程文意）

### 百濟王室
- 政旭：威德王
- 鄭載坤：阿佐太子 （粵語配音：翟耀輝）
- 許英蘭：優永公主
- 韓仁秀：解島周
- 李秉直：陳呂
- 李熙道：黑齒平
- 孟床訓：王仇
- 朴泰浩：夫餘桂 / 百濟惠王（粵語配音：林國雄）
- 羅才雄：阿宅桀取
- 孫俊亨：白舞

### 薯童周圍人物
- 李壹花：燕嘉謀（粵語配音：黃玉娟）
- 林玄植：脈度水
- 白奉基：凡路
- 吳承允：凡生
- 具惠善：銀進（粵語配音：林雅婷→何璐怡）
- 李　淑：鞠首
- 李承雅：優壽（粤語配音：張頌欣）
- 申　國：古模（粵語配音：李錦綸）
- 宋英勇：아소지
- 金宥真：주리영
- 潘日泰：고이소지

### 新羅人物
- 崔東俊：真平王（粵語配音：李錦綸）
- 金華蘭：摩耶夫人
- 報良法士
- 羅成均：金思欽（粵語配音：陳永信）
- 李景華：天明公主（粵語配音：曾佩儀）
- 金鎮浩：威松
- 安汝真：寶明
- 盧允：草己
- 徐凡植：西忠
- 成昌勳：九山

## 其他搭配歌曲
- 台灣緯來戲劇台首播版本
  - 片頭曲：戴佩妮《淡水河邊》

## 相關歷史
根據《三國遺事》中記載，武王為寡母之子，池龍交通而生。小時以賣白薯為業，因此國人皆稱其為薯童。聽聞新羅真平王的女兒善花公主美艷無雙，造薯童謠並命城中孩童傳唱，中傷善花公主。後於公主流放途中拜伏於地，欲做公主侍衛。公主讓其隨行，後知其為薯童，相信童謠的靈驗，便和薯童回百濟。其後薯童以神力將黃金輸至新羅宮中，因此得到人心，即位為百濟王。後武王與善花公主於一大池邊，見彌勒三尊出現於池中，公主便和武王說應興建一寺於此，此即為彌勒寺。
有關《薯童謠》故事，可能是長期流傳下來的眾多故事複合形成的，並非單一歷史事件。

## 播出時間

### 境外首播
| 頻道 | 所在地 | 播映日期     | 播出時間                   | 備註     |
| ---- | ------ | ------------ | -------------------------- | -------- |
| KSCI | 美國   | 2007年2月5日 | 每週一至週五中午12：00播出 | 國語配音 |

## 外部連結
- SBS《薯童謠》官方網址 
- 臺灣緯來戲劇台官網
- 臺灣緯來綜合台官網

## 作品的變遷
| 韓國 SBS 月火劇                          | 韓國 SBS 月火劇                           | 韓國 SBS 月火劇 |
| ---------------------------------------- | ----------------------------------------- | --------------- |
|                                          | 薯童謠 （2005年9月5日 - 2006年3月27日）   |                 |
| 流行70 （2005年5月23日 - 2005年8月29日） | 戀愛時代 （2006年4月3日 - 2006年5月23日） |                 |

| 臺灣 緯來戲劇台 星期一至五 20:00 - 21:00                                                           | 臺灣 緯來戲劇台 星期一至五 20:00 - 21:00      | 臺灣 緯來戲劇台 星期一至五 20:00 - 21:00                |
| -------------------------------------------------------------------------------------------------- | --------------------------------------------- | ------------------------------------------------------- |
| | 薯童謠 （2006年8月31日 - 2006年12月18日）     |                                                         |
| 那年夏天的颱風 （2006年7月10日 - 2006年8月30日）                                                   | 愛情餐歌 （2006年11月13日 - 2007年1月4日）    |                                                         |
| 緯來綜合台 星期一至五 20:00 - 22:00 3月9起 7:00 - 8:00                                             |                                               |                                                         |
| 討厭也喜歡 （2008年11月12日 - 2009年1月8日）咖啡王子1號店（重播） （2009年1月9日 - 2009年1月26日） | 百濟王子薯童 （2009年2月2日 - 2009年4月14日） | 媳婦的全盛時代（重播） （2009年3月9日 - 2009年4月17日） |

| 香港 無綫劇集台 星期一至五 22:00 - 23:00    | 香港 無綫劇集台 星期一至五 22:00 - 23:00 | 香港 無綫劇集台 星期一至五 22:00 - 23:00 |
| ------------------------------------------- | ---------------------------------------- | ---------------------------------------- |
|                                             | 薯童謠 （2007年5月2日 - 2007年7月17日）  |                                          |
| 秋天的驟雨 （2007年4月10日 - 2007年5月1日） | 黃真伊 （2007年7月18日 - 2007年8月20日） |                                          |

| 香港 有線娛樂台 星期一至五 22:30 - 23:30     | 香港 有線娛樂台 星期一至五 22:30 - 23:30       | 香港 有線娛樂台 星期一至五 22:30 - 23:30   |
| -------------------------------------------- | ---------------------------------------------- | ------------------------------------------ |
|                                              | 薯童謠 （2011年12月16日 - 2012年3月9日）       |                                            |
| 九尾狐傳 （2011年11月14日 - 2011年12月15日） | 唐宮美人天下 （2012年3月12日 - 2012年4月27日） |                                            |
| 香港 有線第1台 星期一至五 23:00 - 00:00      |                                                |                                            |
| 鐵梨花 （2012年2月8日 - 2012年4月6日）       | 薯童謠 （2012年4月9日 - 2012年7月2日）         | 最佳愛情 （2012年8月13日 - 2012年9月11日） |